# ダニエル・ラノワ

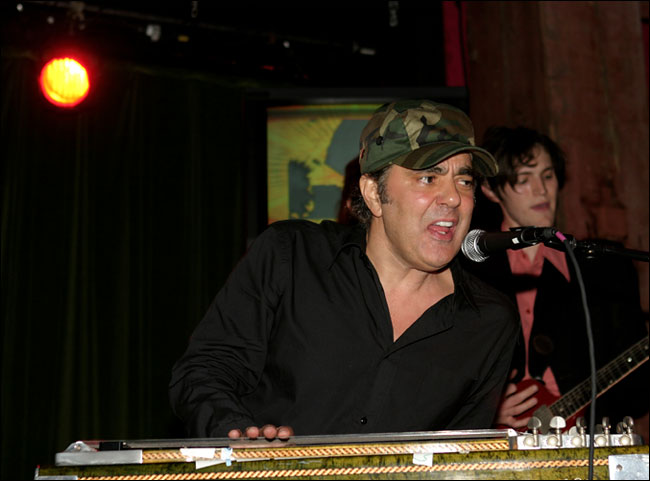
ダニエル・ラノワ（2005年）

ダニエル・ラノワ（Daniel Lanois、1951年9月19日 - ）は、カナダ・ケベック州出身の男性音楽家、音楽プロデューサーである。様々なミュージシャンのプロデュースを行う一方、1989年にソロ・アルバム『アカディ』を発表して以来、数枚のソロ・アルバムを制作している。ブライアン・イーノから影響を受け、『アポロ』等の作品を共に制作している。
2009年にはブライアン・ブレイド (ドラム)、トリクシー・ウィットリー (ボーカル)、ダリル・ジョンソン (ベース)とで、ブラック・ダブとしてのプロジェクトを開始。

## ディスコグラフィ

### ソロ・アルバム
- 『アカディ』 - Acadie (1989年)
- 『フォー・ザ・ビューティ・オブ・ウィノナ』 - For the Beauty of Wynona (1993年)
- Trip: Soundtrack Collection (1993年)
- Waves of Air (1993年)
- Cool Water (1994年)
- 『シャイン』 - Shine (2003年)
- 『ロケッツ』 - Rockets (2004年)
- 『ベラドンナ』 - Belladonna (2005年)
- 『ヒア・イズ・ホワット・イズ』 - Here Is What Is (2007年)
- Omni Series (2008年) ※ボックス・セット
- Black Dub (2010年)
- Harvest Festival 2011 (2011年)
- My Music For Billy Bob (2014年)
- Flesh and Machine (2014年)
- Goodbye to Language (2016年)
- Venetian Snares x Daniel Lanois (2018年)

### サウンドトラック
- Sweet Angel Mine (1996年)
- Lost in Mississippi (1996年)
- 『スリング・ブレイド』 - Sling Blade (1996年)

## 主なプロデュース作品
バンド名またはアーティストの姓の五十音順に表記。
スコット・ウェイランド
- 『12バー・ブルース』 - 12 Bar Blues (1998年)

シネイド・オコナー
- "Back Where You Belong (Theme from The Water Horse)" (2007年) ※映画『ウォーター・ホース』主題歌[1]

ピーター・ガブリエル
- 『バーディー オリジナル・サウンドトラック』 - Birdy (1985年)
- 『So』 - So (1986年)
- 『Us』 - Us (1992年)

ザ・キラーズ
- 『バトル・ボーン』 - Battle Born (2012年)

ロン・セクスミス
- 『ロン・セクスミス』 - Ron Sexsmith (1995年)

ボブ・ディラン
- 『オー・マーシー』 - Oh Mercy (1989年)
- 『タイム・アウト・オブ・マインド』 - Time Out of Mind (1997年)

ネヴィル・ブラザーズ
- 『イエロー・ムーン』 - Yellow Moon (1989年)

ウィリー・ネルソン
- 『ティアトロ』 - Teatro (1998年)

エミルー・ハリス
- Wrecking Ball (1995年)

ブランドン・フラワーズ
- 『フラミンゴ』 - Flamingo (2010年)

ブライアン・ブレイド
- 『ブライアン・ブレイド・フェロウシップ』 - Brian Blade Fellowship (1998年)

ニール・ヤング
- 『ル・ノイズ』 - Le Noise (2010年)

U2
- 『焰』 - The Unforgettable Fire (1984年)
- 『ヨシュア・トゥリー』 - The Joshua Tree (1987年)
- 『アクトン・ベイビー』 - Achtung Baby (1991年)
- 『オール・ザット・ユー・キャント・リーヴ・ビハインド』 - All That You Can't Leave Behind (2000年)
- 『原子爆弾解体新書〜ハウ・トゥ・ディスマントル・アン・アトミック・ボム』 - How to Dismantle an Atomic Bomb (2004年)
- 『ノー・ライン・オン・ザ・ホライゾン』 - No Line on the Horizon (2009年)

ロビー・ロバートソン
- 『ロビー・ロバートソン』 - Robbie Robertson (1987年)

ゲーム・サウンドトラック
- 『レッド・デッド・リデンプション2』 - Red Dead Redemption 2 (2018年)

## 著書
- 『ソウル・マイニング - 音楽的自伝』 鈴木コウユウ訳、みすず書房、2013年、ISBN 978-4-622-07694-0